# NGC 6365
NGC 6365 је спирална галаксија у сазвежђу Змај која се налази на NGC листи објеката дубоког неба.
Деклинација објекта је + 62° 10' 24" а ректасцензија 17h 22m 43,5s. Привидна величина (магнитуда) објекта NGC 6365 износи 14,2 а фотографска магнитуда 14,8. NGC 6365 је још познат и под ознакама UGC 10833, MCG 10-25-18, KCPG 511B, IRAS 17222+6212, CGCG 300-20, VV 232, ARP 30, PGC 60171.